# (8573) Ivanka
(8573) Ivanka est un astéroïde de la ceinture principale.

## Description
(8573) Ivanka est un astéroïde de la ceinture principale. Il fut découvert le 4 novembre 1996 à l'Observatoire Kleť par Zdeněk Moravec. Il présente une orbite caractérisée par un demi-grand axe de 2,98 UA, une excentricité de 0,13 et une inclinaison de 13,5° par rapport à l'écliptique.

## Compléments